# Безопасна игла
Безопасната игла е приспособление за забождане (точно като нормалната игла), но краят ѝ е закривен и влиза в каналче, така че да не може да ви убоде или да изпадне. Изобретена е в САЩ през 1849 г. от американския механик Уолтър Хънт (1796 – 1859). През есента на същата 1849 г. е патентован аналог на безопасната игла на Хънт от англичанина Чарлс Роули. Използва се при бебетата – забождат се пелените им, за да не се развиват. Също така се използва и за украшение или брошка. Намира хиляди приложения в бита.

## История
Предшественик на безопасната игла е фибулата, чиято употреба има предимно естетическа функция. В западна Европа са намерени древни бронзови брошки от XII век пр.н.е., които доста приличат на безопасната игла. Били са използвани, за да придържат на рамото различните парчета плат на тогите.